# Quiina jamaicensis
Quiina jamaicensis är en tvåhjärtbladig växtart som beskrevs av August Heinrich Rudolf Grisebach. Quiina jamaicensis ingår i släktet Quiina och familjen Ochnaceae. Inga underarter finns listade i Catalogue of Life.